# Hilltop (Minnesota)
Hilltop – miasto w Stanach Zjednoczonych, w stanie Minnesota, w hrabstwie Anoka.

## Geografia
Zgodnie z United States Census Bureau  miasto ma łączną powierzchnie 0,31 km². Hilltop jest enklawą  Columbia Heights.